# Rhabdogyna chiloensis
Rhabdogyna chiloensis är en spindelart som beskrevs av Alfred Frank Millidge 1985. Rhabdogyna chiloensis ingår i släktet Rhabdogyna och familjen täckvävarspindlar. Inga underarter finns listade i Catalogue of Life.